# Spectrul răzbunării
Spectrul răzbunării (titlu original: El Espinazo del Diablo) este un film mexicano-spaniol gotic de groază din 2001 regizat de Guillermo del Toro și scris de del Toro, David Muñoz și Antonio Trashorras. Rolurile principale au fost interpretate de actorii Marisa Paredes, Eduardo Noriega și Federico Luppi.
Filmul are loc în Spania, 1939, în ultimul an al Războiului Civil Spaniol. A avut în general recenzii pozitive.

## Distribuție
- Fernando Tielve - Carlos, un orfan. El este descris de del Toro în comentariul DVD ca o forță a inocenței. Tielve a dat inițial o audiție - de figurant înainte ca del Toro să decidă să-i atribuie - rolul principal. Acesta a fost debutul lui în film. Atât Tielve, cât și colegul său, Iñigo Garcés, au avut roluri cameo - ca soldați de gherilă în Labirintul lui Pan.
- Íñigo Garcés - Jaime, bătăușul de la orfelinat care se împrietenește mai târziu cu Carlos.
- Eduardo Noriega - Jacinto, îngrijitorul.
- Marisa Paredes - Carmen, administratoarea orfelinatului.
- Federico Luppi - Dr. Casares, medicul orfelinatului.
- es - Santi, un orfan care devine fantomă.
- Irene Visedo - Conchita, logodnica lui Jacinto.